# Font del Ros
La Font del Ros és un jaciment arqueològic de Berga (Berguedà), inclòs a l'Inventari del Patrimoni Arqueològic i Paleontològic de Catalunya.
Es tracta d'un jaciment de cronologies del Paleolític, mesolític i Neolític. Va ser excavat d'urgència i actualment no és visitable, ja que hi ha construït un edifici a sobre.

## Situació geogràfica i geològica
El jaciment de la Font del Ros es troba dins el nucli urbà del terme municipal de Berga (Berguedà, Barcelona) sobre l'anomenat pla de l'Alemany Aquest jaciment es troba en la intersecció de les serres prepirinenquess i la depressió Central Catalana, en una vall orientada SE, a la conca fluvial del riu Llobregat. Domina una esplanada oberta al costat del torrent de la Golfa, amb dipòsits quaternaris col·luvials i fluvials, amb molta presència de deus kàrstics.

## Historia de les intervencions arqueològiques
Va ser descobert l'estiu de l'any 1988 per J. Carreras, del Grup de Prehistòria i Arqueologia del Museu de Berga. Aquell mateix any s'hi va dur a terme una campanya arqueologia, l'objectiu de la qual era determinar-ne la potencialitat arqueològica, per això es van dur a terme 7 sondejos, que van ser molt prometedors. Amb la imminent destrucció del jaciment, per unes obres en el sector, la Generalitat va subvencionar una excavació d'urgència, que es va dur a terme en quatre campanyes, a càrrec de la Universitat Autònoma de Barcelona. La segona campanya, del 1989, la van dur a terme Albert Parpal, Clàudia Pana i Xavier Terradas i va tenir una extensió de 476 m². L'any següent, arqueòlegs de la UAB i van fer l'excavació del sector sud, que va comptar amb la participació de 120 persones i es van excavar 463 m². L'any 1991 es duia a terme l'última excavació programada de caràcter d'urgència al jaciment, la qual pretenia acabar amb el que s'havia fet en anteriors campanyes i pretenia excavar un total de 524 m². Malgrat que els objectius es van complir, deixar el sol lliure d'evidències per poder construir, amb motiu del sanejament dels edificis veïns al jaciment, es va dur a terme la retirada del testimoni deixat a les antigues excavacions

## Descripció
El jaciment de la Font del Ros té una potència de litoestratigrafia de 5,5 metres distribuïda en 6 unitats estratigràfiques, algunes amb material arqueològic. La unitat més antiga és la F, formada per una capa d'1 m d'argiles i llims de color vermellós de l'època eocènica. El segon estrat, E, és un estrat de llims sorrencs amb clasts de calcària de 2 m de potència. L'estrat D és el primer en què apareixen restes arqueològiques; és un estrat de quasi 1 m de potència, format per llims i sorres fines de coloració taronja a marró fosc, en el seu interior es troben les restes de l'estrat arqueològic SGN. Seguint, tenim l'estrat C, que és un petit estrat subdividit en tres part, una capa de 12 cm de llims plàstics al sostre, seguida de 5 cm de llims argilosos amb carbonatació i separat de D per una superfície erosiva de llims argilosos amb sorres de color gris. Dins aquest estrat trobem les unitats arqueològiques SG i SGA. L'estrat B es correspon a un estrat de 1m de travertins amb una matriu de llims, argiles i sorres, aquest estrat compta la unitat arqueològica N. Per acabar tenim l'estrat A, molt erosionat per les actuacions urbanístiques que s'han donat a terme en sobre el jaciment. A, està format per llims sorrencs amb argiles de color marro fosc, amb una potència de 40 cm.

## Nivells arqueològics

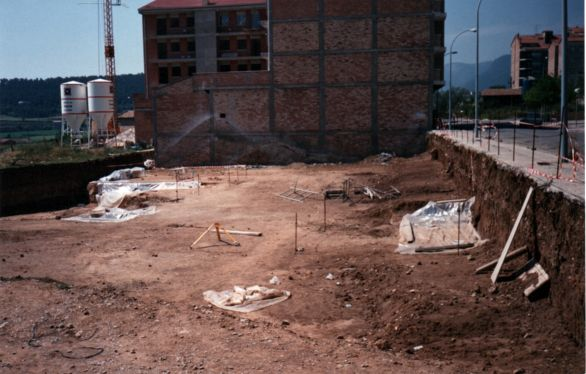
Vista del jaciment

S'han trobat 4 Nivells arqueològics:
- Nivell N: documentada el 1989,[5] es presente de dues maneres diferents, en un primer punt, per un conjunt d'estructures (4), que són fosses disperses per tot l'assentament[3] excavades al travertí, de forma oval-circular. a més a més d'aquestes estructures, hi ha una superfície de 238 m² associada a aquestes estructures, considerat el sol de ocupació de l'assentament, és a dir un total de 1300m² d'assentament. Aquesta ocupació ha sigut associada al Neolític Antic,[9] amb unes datacions de 6561±56 BP en el sol d'ocupació, i entre 6100-6400 BP a les estructures. Com a troballes, destaca l'aparició de plantes domèstiques, com el ordi i la pisa[10] els animals no s'han pogut estudiar be, ja que tenen molta mala conservació i són de caràcter molt imparcial. La talla lítica predomina la talla en sílex i en quars, amb tècniques com la talla laminar per pressió o les troncadures. Per acabar, tenim la ceràmica, que és de producció no especialitzada, amb una mala conservació en el jaciment, amb presència de decoracions cardials.[10] En aquest estrat s'han trobat dues inhumacions, una dins d'una estructura, l'altre dins del sol d'ocupació.[3]

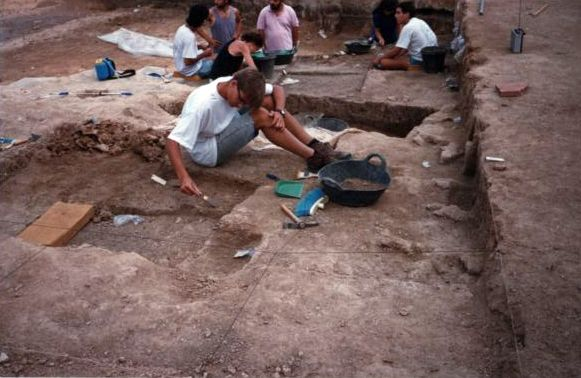
Treballs

- Nivell SG: És la unitat més ben conservada del jaciment, amb 1.079m² excavats i 28.346 peces coordenades.[3] esta associada al Mesolític, amb una datació d'entre 8000 i 8.400 bp.[10] Tenim presència d'animals de diferents ecosistemes, trobem Cervus elaphus, Sus scrofa, Capra pyrenaica, Bos sp. i Oryctolagus cuniculus,[10] i espècies vegetals com Quercus i Corylus avellana, així com l'aprofitament d'espècies silvestres com: Prunus spinosa, Pyrus piraster, Malus silvester, Corylus corylus,[10] que per la seva època de l'any es pot afirmar que l'assentament són ocupacions temporals d'estiu-tardor.[10] La presència de mol·luscos perforats en l'assentament, fa veure que tot i la continentalitat del jaciment, tenien relació directa o mitjançant intercanvis amb els productes marins.[10] la talla lítica està caracteritzada per la utilització de matèries locals, en especial sílex i quars, amb una talla duta a terme en el jaciment i de caràcter expeditiu, amb molt poca o nul·la preparació del nucli.
- Nivell SGA: Es va identificar a la campanya de 1990 i s'han excavat 55m², és un nivell que està sota SGN, adscrit també al Mesolític amb una datació de 8.800 ±360 BP, i no s'ha excavat en extensió, ja que segueix en una zona no excavada del jaciment. Les característiques són similars a les característiques de SGN.[2]
- Nivell SGN: Es va localitzar en el 1988, i es va excavar 33 m² en la campanya de 1989, tot i això en campanyes posteriors, es va buscar però no va aparèixer. És un estrat poc conegut, associat al Paleolític superior, però no hi han dades suficients per afirmar-ho.[2]